# Paralimnophila (Papuaphila) perdiffusa
Paralimnophila (Papuaphila) perdiffusa is een tweevleugelige uit de familie steltmuggen (Limoniidae). De soort komt voor in het Australaziatisch gebied.